# Llandaf
Llandaf (mot d'origen gal·lès: Llan església + Taf, nom del riu que el creua; en anglès, Llandaff) és un antic poble a la vora de Cardiff, Gal·les, annexionat a aquesta ciutat el 1922. També és el nom d'una diòcesi de l'Església de Gal·les que comprèn la part més poblada del sud del País. Segons el cens del 2001, el nucli de Llandaf té 8.988 habitants.

## La Catedral de Llandaf

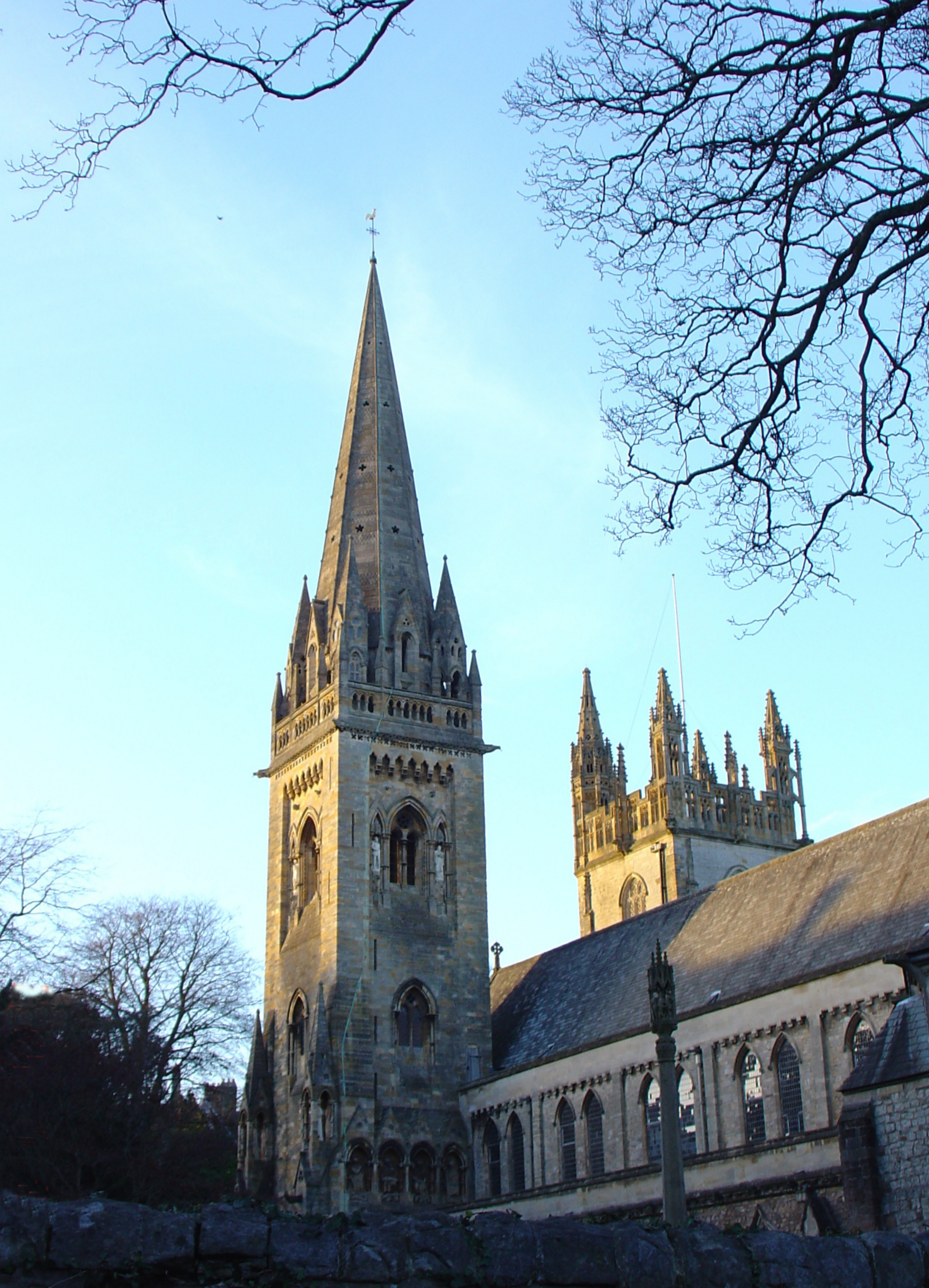
Catedral de Llandaf

La Catedral de Llandaf (Eglwys Gadeiriol Llandaf) és la de prestigi més gran de totes les diòcesis gal·leses. D'estil gòtic, la major part de l'edifici es remunta al segle xiii, encara que conserva restes d'un passat normand. Bombardejada durant la Segona Guerra Mundial, fou restaurat per l'arquitecte George Pace. Un dels seus principals atractius és l'escultura en alumini Crist en Majestat (1954-5), de Jacob Epstein, que penja suspesa sobre la nau. La catedral exerceix també d'església parroquial del poble de Llandaf.
A la Biblioteca Nacional de Gal·les es conserva el Liber Landavensis, conegut també com a Llyfr Llandaf (gal·lès per Llibre de Llandaf). És una compilació elaborada a la catedral a voltants del 1125, que recopila vora cinc-cents anys d'història de la diòcesi. Inclou les vides dels sants Dyfrig (Dubricius), Teilo i Oudoceus, i 149 documents de donacions a la catedral dels segles sisè a l'onzè.

## Edificis i personatges d'interès
La població acull també la Cathedral School, una escola d'educació primària, on va estudiar l'escriptor Roald Dahl, fill del poble. Altres persones famoses que han nascut a Llandaf són la cantant pop Charlotte Church i el mestre de capella i organista Sir Ivor Atkins. La població és també seu de BBC Wales. L'artista gal·lès Ivor Williams visqué i treballà a Llandaff House fins a la seva mort, el 1982.
Dos altres centres educatius són la Howell's School Llandaff (del 1860), una escola privada per a alumnes de 3 a 18 anys, situada als afores del poble, i el Saint Michel's College, actualment facultat, on estudià teologia el poeta R. S. Thomas.

## Transport
El transport públic de l'àrea està cobert pel tren, amb una estació (oberta el 1840), i per les línies d'autobús 24, 25, 33, 33A, 60, 62 i 62A.